# 大曲中通病院
大曲中通病院（おおまがりなかどおりびょういん）は、社会医療法人明和会が秋田県大仙市大曲上栄町に設置する病院。

## 概要
救急告示病院に指定されており、106床（一般病床60床,療養病床46床)を備える。また、透析用病床を10床備えている。
全日本民主医療機関連合会(民医連)に加盟している。

## 診療科
(この節の出典)
- 内科
- 外科
- 喘息外来
- 神経内科
- 循環器科
- 肝臓外来
- 糖尿病内科
- 整形外科
- 腎臓外来
- 皮膚科

## 医療機関の認定
(この節の出典)
- 保険医療機関
- 労災保険指定医療機関
- 生活保護法指定医療機関(中国残留邦人等の円滑な帰国の促進並びに永住帰国した中国残留邦人等及び特定配偶者の自立の支援に関する法律(平成6年法律第30号)に基づく指定医療機関を含む。)
- 結核指定医療機関
- 公害医療機関
- 原子爆弾被爆者一般疾病医療取扱医療機関
- 原子爆弾被害者医療指定医療機関
- 指定自立支援医療機関（更生医療）
- 指定自立支援医療機関（育成医療）
- 指定自立支援医療機関（精神通院医療）
- 身体障害者福祉法指定医の配置されている医療機関
- 指定小児慢性特定疾病医療機関
- 特定疾患治療研究事業委託医療機関
- 難病の患者に対する医療等に関する法律(平成26年法律第50号)に基づく指定医療機関

## 交通アクセス
- JR秋田新幹線・奥羽本線・田沢湖線「大曲駅」から車で３分
- 羽後交通バス「大曲農業高校前」停留所または「上大町１１番町」停留所下車すぐ

## 周辺
- 仙台国税局 大曲税務署
- 秋田県立大曲農業高等学校
- 大仙市役所

## 関連施設
- 中通総合病院 - 社会医療法人明和会運営病院(秋田県秋田市)。
- 中通リハビリテーション病院 - 同法人運営病院(秋田県秋田市)。
- 中通高等看護学院 - 同法人運営専修学校。